# Noachidzi
Noachidzi (hebr. ‏בני נח‎) – stosowane w judaizmie określenie na synów Noego. Musieli oni przestrzegać praw pochodzących od rabinicznej interpretacji nakazu danego Adamowi i przymierza z Noem, w tym m.in. zakazu bałwochwalstwa, bluźnierstwa, rozwiązłości, zabijania czy kradzieży.